# Matti Ahde
Matti Allan Ahde (ur. 23 grudnia 1945 w Oulu, zm. 20 grudnia 2019 w Helsinkach) − fiński polityk, długoletni deputowany, minister, w latach 1987–1989 przewodniczący Eduskunty.

## Życiorys
Absolwent szkoły średniej Työväen Akatemia z 1968, w pierwszej połowie lat 60. pracował jako elektryk. Pod koniec tej dekady był dyrektorem do spraw organizacyjnych socjaldemokratycznej młodzieżówki w Oulu. W latach 1972–1984 zasiadał w radzie miejskiej. Był członkiem Socjaldemokratycznej Partii Finlandii. W latach 1970−1990 sprawował mandat deputowanego do Eduskunty. W okresie od 8 maja 1987 do 31 stycznia 1989 pełnił funkcję przewodniczącego fińskiego parlamentu. Był także działaczem Fińskiego Komitetu Olimpijskiego.
Od 19 lutego 1982 do 30 września 1983 zajmował stanowisko ministra spraw wewnętrznych w trzecim i czwartym rządzie premiera Kaleviego Sorsy. Od 1 października 1983 do 30 kwietnia 1987 sprawował urząd ministra środowiska w drugim z tych gabinetów. Był również ministrem w resortach handlu i przemysłu (1982−1983), spraw społecznych i zdrowia (1982−1983) oraz rolnictwa (1983)
W 1990 rozpoczął pracę w rządowej agencji bukmacherskiej Veikkaus, do 2001 pełnił funkcję jej dyrektora zarządzającego. Od 2003 do 2011 ponownie zasiadał w Eduskuncie.
Zmarł 20 grudnia 2019 na skutek raka trzustki w swoim domu w Helsinkach.